# UFC 1
UFC 1: The Beginning（ユーエフシー・ワン：ザ・ビギニング）は、アメリカ合衆国の総合格闘技団体「UFC」の大会の一つ。1993年11月12日、コロラド州デンバーのマクニコルス・スポーツ・アリーナで開催された。
UFCの第1回大会であり、極真空手のジェラルド・ゴルドー、力士のテイラ・トゥリ（元・高見州）、キックボクサーのパトリック・スミス、ケビン・ローズイヤー、伝統派空手のジーン・フレジャー、ブラジリアン柔術家のホイス・グレイシー、プロボクサーのアート・ジマーソン、シュートファイターのケン・シャムロックという8名の選手によるノールールトーナメントが行われ、後の総合格闘技界に多大な影響を与えた。

## ルール
1ラウンド5分の無制限ラウンド制。無差別級。決着方法はノックアウト、タップアウト、コーナーストップのみで、判定による決着は無し。攻撃に関しては、目潰し、噛み付き、金的の3つの反則以外はあらゆる攻撃が有効とされた。グローブ・シューズ・道着等の着脱の有無も自由であったため、各々の選手が自由なスタイルで参加、道着を着用する選手や、プロボクサーのジマーソンは左手のみにボクシンググローブを付け、右手は素手のまま登場した。

## 大会概要
- 「最強の格闘技とは何か？、最も有効な戦闘技術を有する格闘技とは一体何か？、ノールールの戦いの勝者こそが最強だ」との発想からアート・デイビーとホリオン・グレイシーが企画。
- 当初はリック・ルーファス、スタン・ザ・マン、モーリス・スミス、ロブ・カーマン、ピーター・アーツ、アーネスト・ホースト、佐竹雅昭、バート・ベイル、ベニー・ユキーデ、ジョージ・ディルマン、イヴァン・ジン・ラベール、ジャン・イヴ・テリオーといった主にキックボクサーを中心とした格闘家に出場が打診されたが興味を持たれなかった。
- そのためアート・デイビーは格闘技雑誌に出場選手募集広告を掲載したが応募があったのは10数名にすら満たなかった。
- バイオレンス性を煽るために金網の中で戦わせるとういうアイデアはジョン・ミリアスの発案。当初はモータルコンバットやストリートファイターといった対戦型格闘ゲームの現実版としてプロモーションされていた。
- 標高1600メートルにあるデンバーのマクニコルズ・スポーツ・アリーナが選ばれたのは、コロラド州にはアスレチック・コミッションが存在しなかったため。
- 格闘技はルールがあってこそ安全性が確保され競技として成立するため、「ルールを廃せばそれは喧嘩であり殺し合いにも発展しかねない」との反論の声もあがったという[3]。これに対してヒクソン・グレイシーは『ヒクソン・グレイシー自伝』で「テレビや新聞の広告はすべて”ノールール”を謳っていたが、まったく事実と異なる。過大な煽情的表現だった」「脳にあたえる影響はじつは素手のほうがずっと小さい」と持論を展開していた[4]。
- 解説はビル・ウォレス、ジム・ブラウン、キャシー・ロング、ロッド・マチャドが務め、ブライアン・キルミードがインタビュアー、オクタゴンアナウンサーをリッチ・ゴインズが務めた。
- レフェリーストップ無しのルールだったが、 トーナメント1回戦のジェラルド・ゴルドー vs. テイラ・トゥリで、ゴルドーがダウンしたトゥリの顔面を蹴り上げ、更に無抵抗状態となったトゥリの顔面を殴りつける、という非情な攻撃を見せたため、レフェリーが試合をストップしている。なお、トゥリは顔面骨折した上に歯を折られ、ゴルドー自らも右手の拳、右足の甲を骨折している。
- それまで世界的には無名であったブラジルの柔術家ホイス・グレイシーが1回戦でアート・ジマーソン、準決勝でケン・シャムロック、決勝でジェラルド・ゴルドーに全て一本勝ちし、優勝を果たしたが、細身で体格面で劣る小兵のホイス・グレイシーが次々に一本勝ちを収める姿は格闘技界に大きな衝撃を与え、またブラジル以外では全くの無名だったブラジリアン柔術が世界的に広まるきっかけにもなった。

## 試合結果

### トーナメント1回戦
第1試合 UFC 1トーナメント 1回戦 5分無制限R
○  ジェラルド・ゴルドー vs.  テイラ・トゥリ ×
1R 0:26 TKO（レフェリーストップ：顔面蹴り）
※ゴルドーが準決勝進出
第2試合 UFC 1トーナメント 1回戦 5分無制限R
○  ケビン・ローズイヤー vs.  ジーン・フレジャー ×
1R 4:20 TKO（タオル投入：踏みつけ）
※ローズイヤーが準決勝進出
第3試合 UFC 1トーナメント 1回戦 5分無制限R
○  ホイス・グレイシー vs.  アート・ジマーソン ×
1R 2:11 ギブアップ
※グレイシーが準決勝進出
第4試合 UFC 1トーナメント 1回戦 5分無制限R
○  ケン・シャムロック vs.  パトリック・スミス ×
1R 1:49 ヒールホールド
※シャムロックが準決勝進出

### トーナメント準決勝・リザーブマッチ
第5試合 UFC 1トーナメント 準決勝 5分無制限R
○  ジェラルド・ゴルドー vs.  ケビン・ローズイヤー ×
1R 0:59 TKO（タオル投入：肘打ち）
※ゴルドーが決勝進出
第6試合 UFC 1トーナメント 準決勝 5分無制限R
○  ホイス・グレイシー vs.  ケン・シャムロック ×
1R 0:57 チョークスリーパー
※グレイシーが決勝進出
第7試合 UFC 1トーナメント リザーブマッチ 5分無制限R
○  ジェイソン・デルーシア vs.  トレント・ジェンキンス ×
1R 0:52 チョークスリーパー
※デルーシアがトーナメントリザーブ権獲得

### トーナメント決勝戦
第8試合 UFC 1トーナメント 決勝戦 5分無制限R
○  ホイス・グレイシー vs.  ジェラルド・ゴルドー ×
1R 1:44 チョークスリーパー
※グレイシーがトーナメント優勝